# 낙진
낙진(落塵, Fallout)은 핵폭발이 일어났을 때 대기권 상층으로 퍼져나가 잔류하는 방사성 물질을 말한다. 대기권으로 퍼져 나간 뒤 폭발에 뒤따르는 충격파 때문에 떨어져 내리기 때문에 ‘낙진’(떨어지는 먼지)라고 부른다. 핵무기가 폭발했을 때 발생하는 방사성 먼지 및 재를 일반적으로 가리키는 명칭이기도 하다.
핵폭발로 인해 직접적으로 증발한 물질이든 폭발에 노출되어 방사능을 띠게 된 것이든 간에 이 방사성 먼지들은 극도로 위험한 방사능 오염 물질이다. 낙진은 대수층을 오염시키고, 한번 낙진에 노출된 생태계는 완전히 파괴당한다.

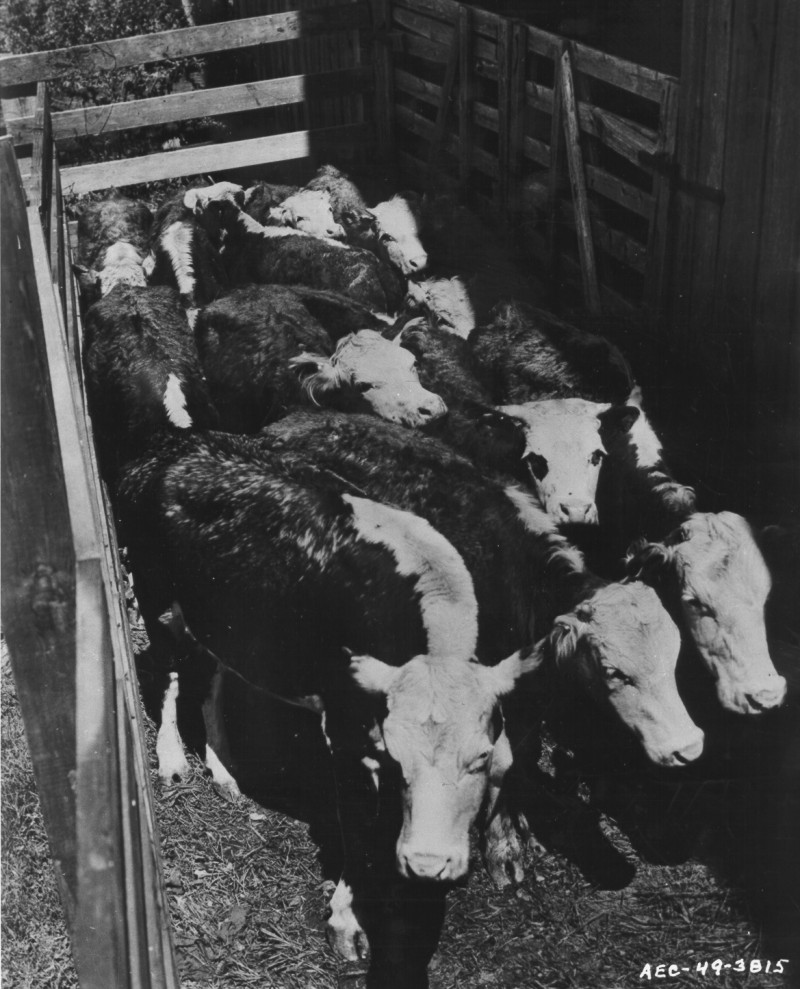
트리니티가 터졌을 때 낙진에 오염된 소들.

낙진은 방사성동위원소로 알려진 원자로 이루어져 있는데, 이 원소는 핵무기나 원자로 안에서 우라늄이나 플루토늄이 분열해서 생긴다. 또한 핵폭발로 방출된 방사선을 쬐어 다른 원자가 방사능을 띨 때에도 생긴다. 핵폭발 뒤, 공기중에 있는 방사성 동위 원소는 또다시 생명체의 몸 속에서 붕괴되어 한층 더 안정된 상태가 된다. 많은 양의 방사선을 한꺼번에 쪼이게 되면 갑자기 병에 걸리거나 심지어 죽기도 한다. 비록 적은 양이라 해도 방사선을 오래 쪼이면 암에 걸리거나 세포가 손상된다. 이 때문에 방사능 낙진을 죽음의 재라고도 한다.
대기중에서 실시되는 핵무기 실험은 한때 많은 양의 낙진을 만들었다. 그러나 오늘날에는 지하에서 핵실험을 하기 때문에, 낙진이 더 이상 생기지 않게 되었다. 하지만 심각한 원자로 사고로도 낙진이 생길 수 있다. 낙진에서 방사선은 두 가지 형태로 나타난다. 첫 번째는 땅 위의 방사성 입자나 남은 조각에서 나오는 경우이다. 사람들은 땅 속으로 피신하거나 집 안에 머물러 있음으로써 직접 방사선에 쪼이는 것을 막을 수 있다. 두 번째로, 낙진은 방사능에 오염된 공기, 음식, 음료수를 통해 몸 속으로 들어갈 수 있다.
대체로 방사성 입자는 공기중에 오래 머무르지 않는다. 그렇지만 음식을 통한 방사선의 이동은 오랫동안 일어난다. 방사성동위원소의 이동 경로는 특히 우유를 통하는 경우가 많다. 이 경로는, 풀 위에 앉은 낙진을 젖소가 먹고 젖소에서 나오는 오염된 우유를 사람이 마시면 방사성 동위 원소인 요오드-131이 흡수되어 갑상선으로 모인다. 또한 스트론튬-90은 뼈로, 세슘-137은 근육이나 다른 세포로 모인다. 음식은 식물 위로 직접 떨어진 낙진으로 오염될 수도 있고, 식물의 뿌리가 흙에서 방사성동위원소를 천천히 흡수함으로써 오염될 수도 있다.
낙진의 가장 큰 원인은 원자로 사고이다. 1986년의 체르노빌 원전사고로 낙진이 대량으로 생겨났다. 이때 생긴 낙진은 바람에 흩어졌지만, 부스러기는 대부분 오랫동안 대류권 안에 남아 있었다. 또 1957년에는 영국 북부의 한 플로토늄 생산공장에서 원자로 화재가 발생하여 방사능 낙진이 약 520km2의 주변 농촌지역을 오염시켰다. 미국에서는 1979년에 펜실베이니아주 스리마일 섬의 원자력발전소에서 사고가 일어났다. 원자로 냉각기의 말썽으로 생긴 과열로 원자로 중심부에 심한 손상이 생겨 많은 양의 방사성 물질이 쏟아져 나왔다.

## 같이 보기
- 더러운 폭탄
- 낙진 대피소
- 중성자탄
- 핵테러
- 핵무기 설계
- 아이오딘화 칼륨
- 방사능 오염
- 방사성 폐기물
- 조지프 로트블랫

## 참고 자료
- 이 문서에는 다음커뮤니케이션(현 카카오)에서 GFDL 또는 CC-SA 라이선스로 배포한 글로벌 세계대백과사전의 내용을 기초로 작성된 글이 포함되어 있습니다.